# Craft Brew Alliance
Die Craft Brew Alliance war eine börsennotierte Brauereigruppe aus den USA.
CBA entstand 2008 durch den Zusammenschluss der Widmer Brothers Brewing (gegr. 1984) und der Redhook Ale Brewery (gegr. 1981). 2010 wurde die Gruppe um die Kona Brewing Company (gegr. 1994) erweitert. Anheuser-Busch InBev war mit 32 % an CBA beteiligt.
Zuletzt hatte CBA drei Brauereien in Portland (Oregon), in Portsmouth (New Hampshire) und in Kailua-Kona (Hawaii).
Im November 2019 verkündete AB InBev die vollständige Übernahme der Craft Brew Alliance. Das Hawaii-Geschäft wurde wegen kartellrechtlicher Bedenken im Jahr 2020 verkauft.